# Забочень Михайло Степанович
Миха́йло Степа́нович За́бочень (1925, Звенигородка, нині Черкаської області — 2002) — український колекціонер (філокартист).

## Творча діяльність
Зібрав понад 150 тисяч поштових листівок. Упорядкував і видав унікальний альбом «На спомин рідного краю. Україна у старій листівці», над яким працював кілька десятиліть. В альбомі-каталозі, що побачив світ 2000 року в київському видавництві «Криниця», представлено й описано понад сім тисяч давніх і рідкісних ілюстрованих поштових карток, на яких відображено природу, людей, села і міста, історичні події та культурні надбання України.
Був членом московського товариства української культури «Славутич».